# Малодербетовский район
Малодербе́товский райо́н (калм. Баһ Дөрвдә улс) — административно-территориальная единица в составе Республики Калмыкия Российской Федерации, в границах которой образован муниципальный район Малодербе́товское районное муниципальное образование. Самый северный район Калмыкии.
Административный центр — село Малые Дербеты.

## История
Малодербетовский район (улус) был впервые образован в 1938 году путём выделения из состава Сарпинского улуса.
В 1939 году в состав улуса входило 11 сельсоветов с численностью населения 19 360 человек.
| Сельсоветы по состоянию на 1939 год | Сельсоветы по состоянию на 1939 год | Сельсоветы по состоянию на 1939 год             | Сельсоветы по состоянию на 1939 год |
| N п/п                               | Сельсовет                           | Населённые пункты в составе сельсовета          |                                     |
| ----------------------------------- | ----------------------------------- | ----------------------------------------------- | ----------------------------------- |
| 1                                   | Багабухусовский                     | посёлок Бага-Бухус, всего 14 населённых пунктов |                                     |
| 2                                   | Дербетовский                        | всего 10 населённых пунктов                     |                                     |
| 3                                   | Мало-Дербетовский                   | село Малые Дербеты, всего 11 населённых пунктов |                                     |
| 4                                   | Зургановский                        | посёлок Зурган, всего 9 населённых пунктов      |                                     |
| 5                                   | Ики-Бухусовский                     | посёлок Ики-Бухус, всего 16 населённых пунктов  |                                     |
| 6                                   | Ики-Молланский                      | посёлок Ики-Моллан, всего 39 населённых пунктов |                                     |
| 7                                   | Плодовитенский                      | село Плодовитое, всего 9 населённых пунктов     |                                     |
| 8                                   | Тингутинский                        | посёлок Тингута, всего 11 населённых пунктов    |                                     |
| 9                                   | Тундутовский                        | село Тундутово, всего 16 населённых пунктов     |                                     |
| 10                                  | Ханатинский                         | посёлок Ханата, всего 19 населённых пунктов     |                                     |
| 11                                  | Шароновский                         | посёлок Шарон, всего 10 населённых пунктов      |                                     |

Примечание: полужирным выделены административные центры сельских советов.
В 1944 году в связи с ликвидацией Калмыцкой АССР и депортацией калмыцкого населения передан Сталинградской области. Решением исполкома Сталинградского областного совета депутатов трудящихся от 25 июля 1950 года № 28/1754 «по причинам слабой экономики, незначительного количества населения и колхозов» Малодербетовский район Сталинградской области был ликвидирован. Территория была включена в состав Сарпинского района.
Вновь образован 11 декабря 1970 года в соответствии с Указом Президиума Верховного совета РСФСР «Об образовании Малодербетовского района в Калмыцкой АССР» путём выделения из состава Сарпинского района Калмыцкой АССР.
В 1977 году на основании постановления ЦК КПСС и Совета Министров СССР от 6 мая 1977 года № 354 «О мерах по дальнейшему развитию рисосеяния и кормопроизводства в Сарпинской низменности Калмыцкой АССР» вновь образованному Октябрьскому району Калмыцкой АССР из состава района были переданы территории совхозов «Восход», «Калмыцкий», «50 лет Октября» и Калмыцкой опытно-мелиоративной станции.

## География
Площадь территории района — 3 666 км². Расстояние от районного центра до г. Элиста — 192 км. Район находится на севере Калмыкии, граничит на севере и северо-западе с Волгоградской областью, на северо-востоке с Астраханской областью на юго-востоке с Октябрьским районом, на юго-западе с Сарпинским районом, на юге с Кетченеровским районом.
Малодербетовский район расположен в зоне резко континентального климата, в жарком и умеренно — жарком подрайонах сухого агроклиматического района, в зоне северной полупустыни, характеризующейся распространением солонцов и светло- каштановых солонцеватых комплексов. К числу неблагоприятных явлений, вызывающих суховей и пыльные бури относятся ветры восточных и юго- восточных направлений.
В географическом отношении территория Малодербетовского района включает две геоморфологические части: Ергенинскую возвышенность и Прикаспийскую низменность. Ергенинская возвышенность занимает западную часть района и представляет собой волнистую равнину, изрезанную балками и оврагами. Прикаспийская низменность является в этой своей части Сарпинской низменностью, что дает возможность использовать в районе сенокосы лиманного орошения. У подножия Ергеней на Сарпинской низменности расположились озёра Барманцак, Алматин, Унгун-Тёречи, Ханата

## Население
Распределение населения района
 Малые Дербеты (67,91 %) Тундутово (15,84 %) Плодовитое (5,53 %) Ики-Бухус (6,04 %) Остальные (4,68 %)
| 1979    | 1989    | 2000    | 2002    | 2008    | 2009    | 2010    | 2011    | 2012    |
| ------- | ------- | ------- | ------- | ------- | ------- | ------- | ------- | ------- |
| 12 639  | ↗13 630 | ↘11 898 | ↘10 404 | ↘10 334 | ↘10 260 | ↗10 528 | ↘10 500 | ↘10 406 |
| 2013    | 2014    | 2015    | 2016    | 2017    | 2018    | 2019    | 2020    | 2021    |
| ↘10 271 | ↘10 220 | ↘10 132 | ↘10 037 | ↘9983   | ↘9853   | ↘9664   | ↘9604   | ↘9369   |
| 2024    |         |         |         |         |         |         |         |         |
| ↘9256   |         |         |         |         |         |         |         |         |

Согласно прогнозу Минэкономразвития России, численность населения будет составлять:
- 2024 — 9,23 тыс. чел.
- 2035 — 7,76 тыс. чел.

Демографическая ситуация
По состоянию на 01.01.2012 население Малодербетовского района составляет 10 406 человек или 3,6 % от населения Калмыкии (всего) и 6,5 % от сельского населения Республики. Уровень рождаемости не обеспечивает естественного воспроизводства населения в районе и определяет его депопуляционный характер.
Показатели миграции населения (в среднем за год с 2001 г. по 2012 г.) следующие:
- число прибывших — 222 чел./год;
- число выбывших — 258 чел./год;
- миграционный прирост (убыль) составляет — −36 чел./год.

Таким образом, демографическая ситуация в Малодербетовском районе продолжает (в целом за период с 2001 г. по 2012 г.) оставаться относительно неблагополучной.
Средняя продолжительность жизни населения Малодербетовского района ниже среднероссийской и составляет 67,5 года: мужчины — 62,5 года; женщины — 72,2 года. Половая структура населения РМО отличается незначительным преобладанием женского населения, которое составляет 5,43 тыс. чел. (51,6 %); численность мужчин составляет — 5,10 тыс. чел. (48,4 %).
Распределение населения
Население района распределено крайне неравномерно. Свыше 60 % населения проживает в районом центре.
Изменение доли населения районного центра (село Малые Дербеты) в численности населения района:
Национальный состав
| Народ                                                                     | 1939 год чел.   | 2010 год чел.  |
| ------------------------------------------------------------------------- | --------------- | -------------- |
| Калмыки                                                                   | 7 861 (40,6 %)  | 5 609 (53,3 %) |
| Русские                                                                   | 11 286 (58,3 %) | 4 312 (40,6 %) |
| Даргинцы                                                                  | …               | 140 (1,3 %)    |
| Чеченцы                                                                   | …               | 107 (1,0 %)    |
| Показаны народы c численностью более 100 человек по состоянию на 2010 год |                 |                |

По итогам переписи населения 2020 года проживали следующие национальности (национальности менее 0,1 % и другое см. в сноске к строке «Другие»):
| Национальность | Численность, чел. | Доля     |
| -------------- | ----------------- | -------- |
| Калмыки        | 5298              | 56,55 %  |
| Русские        | 3384              | 36,12 %  |
| Даргинцы       | 114               | 1,22 %   |
| Чеченцы        | 75                | 0,80 %   |
| Корейцы        | 47                | 0,50 %   |
| Татары         | 31                | 0,33 %   |
| Осетины        | 31                | 0,33 %   |
| Азербайджанцы  | 28                | 0,30 %   |
| Грузины        | 27                | 0,29 %   |
| Казахи         | 17                | 0,18 %   |
| Аварцы         | 11                | 0,12 %   |
| Другие         | 306               | 3,26 %   |
| Итого          | 9369              | 100,00 % |

## Территориально-муниципальное устройство
В Малодербетовском районе 10 населённых пунктов в составе 6 сельских поселений:
| № | Сельские поселения                                  | Административный центр | Количество населённых пунктов | Население | Площадь, км² |
| - | --------------------------------------------------- | ---------------------- | ----------------------------- | --------- | ------------ |
| 1 | Ики-Бухусовское сельское муниципальное образование  | посёлок Ики-Бухус      | 2                             | ↘430      | 684,23       |
| 2 | Малодербетовское сельское муниципальное образование | село Малые Дербеты     | 2                             | ↗6288     | 971,4        |
| 3 | Плодовитенское сельское муниципальное образование   | село Плодовитое        | 1                             | ↘512      | 305,9        |
| 4 | Тундутовское сельское муниципальное образование     | село Тундутово         | 1                             | ↘1466     | 744,5        |
| 5 | Ханатинское сельское муниципальное образование      | посёлок Ханата         | 3                             | ↘583      | 730,0        |
| 6 | Хончнурское сельское муниципальное образование      | посёлок Хонч Нур       | 1                             | ↘90       | 229,9        |

Населённые пункты
В сносках к названию населённого пункта указана муниципальная принадлежность

| Малые Дербеты | ↘6286 |
| Тундутово     | ↘1466 |
| Плодовитое    | ↘512  |
| Ики-Бухус     | ↗559  |

| Ханата      | ↘369 |
| Унгн-Тёрячи | ↘307 |
| Зурган      | ↗283 |
| Хонч Нур    | ↘90  |

| Ики-Манлан | ↘71 |
| Васильев   | ↘2  |

## Экономика
Малодербетовский район относится к категории аграрных.
Сельское хозяйство
Сельское хозяйство является ведущей отраслью территориальной специализации Малодербетовского РМО. Агропромышленный комплекс по состоянию на 2011 год представлен семью сельскохозяйственными предприятиями (СК «Маяк», племпродуктор «Плодовитое», племпродуктор «Ханата», СПК «Тундутово» и др.). Также сельскохозяйственным производством на территории района занимаются 128 крестьянско-фермерских хозяйств и 465 личных подсобных хозяйств.
Поголовье КРС в Малодербетовском районе — 35,2 тыс. голов (6 место в РК); коров — 19,3 тыс. голов (6 место); свиней — 2,9 тыс. голов (2 место в РК); овец — 67,8,тыс. голов (10 место).
Промышленность
В настоящее время промышленные предприятия на территории Малодербетовского района отсутствуют.
Перспективы развития промышленности связана со следующими направлениями:

• строительством в селе Малые Дербеты завода по производству керамического кирпича мощностью до 15 млн шт. усл. кирпича в год;

• вводом в эксплуатацию месторождения нефти «Южно-Плодовитенское» (Плодовитенское СМО) с нераспределенным фондом запасов нефти (АВС1 — 0,024 млрд м³; С2 — 0,133 млрд м³).